# Raymond Moody
Raymond Moody (ur. 30 czerwca 1944 w Porterdale) – amerykański psycholog i lekarz, najbardziej znany jako autor książek dotyczących opisu zjawisk z pogranicza śmierci klinicznej i doświadczenia śmierci. Najlepiej sprzedającą się jego książką jest Życie po życiu (1975).

## Życiorys
Moody studiował filozofię na Uniwersytecie Virginia, gdzie w 1966 r. uzyskał tytuł licencjata, a następnie magistra (1967) oraz doktora (1969). Posiada doktorat z psychologii na West Georgia College, uzyskał tam również profesurę. Od 1976 r. doktor medycyny, absolwent Medical College of Georgia. W 1998 r. kierownik Katedry Badań nad Świadomością Uniwersytetu Nevada w Las Vegas. Pracował jako psychiatra sądowy w stanowym, zamkniętym szpitalu Georgia.
Trzykrotnie żonaty. W 2004 roku poślubił Cheryl, z którą adoptował syna Cartera oraz córkę Carol Anne. Obecnie mieszka na prowincji w Alabamie.

## Kariera
Najbardziej znaną książką Moody’ego jest Życie po życiu, na podstawie której powstał film o tej samej nazwie. Film zdobył brązowy medal w kategorii relacje międzyludzkie na New York Film Festival oraz nagrodę World Humanitarian Award.
Znacznie późniejsza jego książka The Last Laugh (Ostatni śmiech) zawiera, jak sam oświadczył, materiały usunięte z pierwotnej wersji Życia po życiu. Wprowadziły one w zakłopotanie wielu wcześniejszych czytelników, gdyż zawierały osobiste poglądy autora na kwestię NDE (termin ukuł sam Moody w 1975 r.). W książce tej napisał, że nie posiada rozstrzygających dowodów na życie pozagrobowe, i jest zaniepokojony użyciem swoich prac przez fundamentalistów religijnych oraz guru New Age, do ich partykularnych celów.
Niemniej jednak stanowisko Moody’ego względem NDE można podsumować cytatem z wywiadu jakiego udzielił Jeffreyowi Mislove:
"Nie mam nic przeciwko mówieniu, że po rozmowach z ponad tysiącem osób, które miały tego rodzaju doświadczenia, i mając wielokrotnie do czynienia z naprawdę nadzwyczajnymi i trudnymi do zrozumienia elementami tych doświadczeń, dały mi one dużą pewność, że po śmierci jest życie. Prawdę mówiąc, z całą szczerością muszę ci wyznać, że na podstawie tego co powiedzieli mi moi pacjenci nie mam żadnych wątpliwości, że widzieli oni migawki z zaświatów."

## Cechy charakterystyczne NDE według Moody’ego
Po przestudiowaniu 150 przypadków osób, które wróciły do życia po śmierci klinicznej bądź były bliskie śmierci, Moody stwierdził, że relacjonowane przez nich doświadczenia miały 9 powtarzających się elementów:
1. słyszenie dźwięków jako szumy
2. doznania spokoju i braku bólu
3. doświadczenia "bycia poza ciałem"
4. odczucie podróżowania przez tunel
5. odczucie wznoszenia w przestworza
6. widzenie się z ludźmi, często zmarłymi krewnymi
7. spotkania z bytami duchowymi, takimi jak Bóg
8. doznanie retrospekcji własnego życia
9. odczucia niechęci powrotu do życia

## Wywiady
- Play and the Paranormal A Conversation with Dr. Raymond Moody. magazine.14850.com. [zarchiwizowane z tego adresu (2011-07-07)]. (ang.).
- What Being a Skeptic Really Means Featured Interview of Moody on www.Skeptico.com (mp3) (ang.)